# نظام مراقبة ضغط الإطارات

ضوء تحذيري لإنخفاض ضغط هواء الإطارات في نظام مراقبة ضغط هواء الإطارات

نظام مراقبة ضغط الإطارات (بالإنجليزية: tire-pressure monitoring system)‏ ويختصر بـ ( TPMS )،  و هو نظام مصمم لمراقبة ضغط الهواء داخل الإطارات الهوائية، على أنواع مختلفة من المركبات.
النظام يقوم بتقديم معلومات عن ضغط هواء طارات في الوقت الحقيقي لسائق السيارة، إما عن طريق مقياس، عرض رسم تخطيطي، أو ضوء تحذيري. 

## الغرض من النظام
تنبيه عند انخفاض ضغط الإطارات.
ضمان سلامة قائد السيارة.
أطالت عمر الإطارات.

فشل في نظام مراقبة ضغط هواء الإطارات

توفير الوقود حيث إن السير على إطارات منخفضة الضغط يزيد من إستهلاك الوقود.